# Universidad Austral de Chile
Universidad Austral de Chile (Syd Universitetet) (spa.: Univerisdad Austral) er et universitet i Valdivia, Chile, der blev grundlagt i 1954. Det er syd-Chiles ældste universitet.
39°48′26″S 73°15′04″V / 39.8073°S 73.2511°V